# Labidochirus
Labidochirus is een geslacht van kreeftachtigen uit de klasse van de Malacostraca (hogere kreeftachtigen).

## Soorten
- Labidochirus anomalus (Balss, 1913)
- Labidochirus splendescens (Owen, 1839)